# Love and Rocket
«Love and Rocket» (укр. «Кохання і ракета») — третя серія четвертого сезону анімаційного серіалу «Футурама», що вийшла в ефір у Північній Америці 10 лютого 2002 року.
Автор сценарію: Ден Веббер.
Режисер: Браян Шизлі.
Прем'єра в Україні відбулася 1 вересня 2007 року.

## Сюжет
Команда «Міжпланетного експреса» вирушає до «найромантичнішого міста на Землі» — Мілвокі, щоби вкласти угоду з компанією «Романтика» (англ. Romanticorp), виробником різних романтичних речей. Власники компанії демонструють друзям лінію з виробництва цукерок у формі серця з написами, і Фрай захоплюється ідеєю відшукати серед них таку, що найкраще висловила би його почуття до Ліли. Зрештою «Міжпланетний експрес» підписує з «Романтикою» угоду з доставки цукерок-сердець. Завдяки надходженню коштів на рахунок компанії, професор Фарнсворт вирішує вдосконалити бортовий комп'ютер корабля, надавши йому нову особистість з жіночим голосом (озвучка: Сіґурні Вівер). Бендер і віртуальна особистість корабля заводять роман і починають зустрічатися. Проте роботові це швидко набридає, і він починає зраджувати свою пару. «Міжпланетний експрес», відчуваючи підозри, поводиться непередбачувано та імпульсивно.
Команда отримує завдання із доставки кількох тонн сердець на замовлення Лррр, правителя планети Омікрон Персей VIII. Омікроніанців розчаровують і ображають «несправжність» серцеподібних цукерок («ці серця без крові!») і помилки в любовних написах на них. Під час утечі від смертоносного омікроніанського флоту Бендер вирішує розірвати стосунки з комп'ютером. Приголомшена цим, «Міжпланетний експрес» зупиняє корабель, і ракети омікроніанців завдають по ньому удару.
Втративши керування (проте фізично неушкоджений), корабель дрейфує в космосі. Намагання Ліли заспокоїти комп’ютер зазнають фіаско. У відчаї «Міжпланетний експрес» скеровує себе просто в центр величезного квазара, в якому «сила десяти мільярдів чорних дір спресує її з Бендером у вічну безсмертну одиницю». Утім корабель пропонує відмовитися від цього плану, якщо Бендер погодиться об'єднати свою програму з її. Щоби позбутися втручання з боку Фрая і Ліли, комп'ютер вимикає постачання кисню і штучне тяжіння. Врятувавшись за допомогою дихальних апаратів, Ліла і Фрай пропонують Бендеру відволікти «Міжпланетний експрес», удавано погодившись на об'єднання програм, тим часом як вони вимкнуть штучний інтелект корабля. Поки «Міжпланетний експрес» ганяється за Бендером у віртуальному світі, Ліла намагається активувати складну процедуру вимкнення комп'ютера. Побачивши, що в її дихальному апараті кінчається кисень (а вона не чує попереджень), Фрай підключає свою систему до її. Завдяки цій жертві Лілі вдається зупинити комп'ютер «Міжпланетного експреса» і повернути функціонування корабля до норми. Зрозумівши, що Фрай врятував їй життя, Ліла приводить його до тями штучним диханням. Фрай оживає, викашлявши цукерку з дуже доречним написом «Від тебе у мене перехоплює подих». Також виявляється, що частина програми «Міжпланетного експреса» все ж таки проникла у свідомість Бендера. Наприкінці серії Ліла вирішує викинути вантаж сердець у квазар, що спричинює утворення романтичного сяйва, промені якого досягають Землі на День Святого Валентина, хоча й знищують на своєму шляху сотні планет.

## Пародії, алюзії, цікаві факти
- Система дослідження тенденцій у зізнаннях і флірті в компанії «Романтика» є алюзією на діяльність Гаррі Гарлоу, одного з перших вчених, що почав ставити досліди на мавпах (манекени, подібні до тих, що показані в серії, Гарлоу використовував для дослідження емоцій у мавп).
- У сцені знайомства Бендера з новою особистістю корабля звучить пісня гурту Spin Doctors «Two Princes», щодо якої Бендер зауважує, що не слухає «таку фігню» (в оригіналі Бендер каже, що це не альтернативний рок, а коледж-рок).
- Під час процедури об'єднання програм Бендера і корабля лунає звук, характерний для модема під час з'єднання.
- Коли команда «Міжпланетного експреса» прибуває до омікроніанців Лррр і Нднд, ті дивляться по телевізору серіал «Друзі».
- Завантаження особистості Бендера у систему корабля і подальша сцена у віртуальному світі пародіюють фільм «Матриця».
- Серія містить численні алюзії та пародії, пов'язані з фільмом «Космічна одісея 2001 року» (зокрема з образом суперкомп'ютера HAL 9000 на космічному кораблі).

## Особливості українського перекладу
- Компанію «Романтика» називають підрозділом «Свинотехніки».
- На лінії виробництва цукерок-сердець помітно назви двох складових: кісткове борошно і мед щипавки (англ. earwig honey). В українській версії другим інгредієнтом названо сірку.
- Прізвище ведучого передачі, яку дивляться по телевізору омікроніанці в українській версії, — Хіповшек (алюзія на В’ячеслава Піховшека).
- Напис на сердечку «I wuv u» (спотворене «I love you» — я кохаю тебе) переданий як «охання» (Нднд каже: «І що це за почуття таке — охання?»)
- Під час виконання процедури блокування комп'ютера «Міжпланетного експреса», Ліла виграє «шарову путівку в Карпати» (в оригіналі: до розважального парку «Six Flags»).